# Ашулук (полигон)
«Ашулук» — полигон (учебный центр) Вооружённых Сил Российской Федерации.
Полигон расположен в Астраханской области к востоку от железнодорожной станции Ашулук, на границе с Казахстаном. Предназначен для испытания зенитно-ракетных вооружений войск противовоздушной обороны (ВПВО) и проведения войсковых учений с применением данного оружия.
Официальное наименование: 185-й Центр боевого применения и боевого предназначения ВКС" (185 ЦБП и БПр ВКС). Ранее — 42-й учебный центр боевой подготовки зенитно-ракетных войск (сокращённо: 42 УЦБП ЗРВ).

## История
Учебный и научно-исследовательский центр боевого применения зенитных ракетных войск противовоздушной обороны (ЗРВ ПВО) (полигон Ашулук) сформирован 25 мая 1960 года по директиве Генерального штаба Вооружённых сил СССР. Приказом Министра обороны СССР от 24 марта 1961 года полигону Ашулук установлен ежегодный праздник в ознаменование образования части — 1 июня. С 1 июня 1960 года начат официальный отсчёт истории полигона.
В советское время полигон находился на территориях двух республик — России и Казахстана. Отведённый под него участок площадью 120 км на 38 км полностью расположен в пределах Астраханской области, а другая его часть осталась за границей современной России. Для обеспечения безаварийности боевых стрельб дополнительно введена зона безопасности общей площадью 20 650 га. Полигон оборудован радиолокационной, телеметрической и оптической аппаратурой. На полигоне имеется аэродром Ашулук.
На полигоне регулярно проходят учения зенитно-ракетных войск (ЗРВ) ПВО ВС России и стран СНГ (Казахстан, Армения и др.).

## Происшествия
- 23 августа 2011 года на полигоне Ашулук произошёл взрыв, в результате которого погибли 8 человек. Причиной явился самопроизвольный запуск маршевого двигателя одного из снарядов.[2]
- 24 мая 2012 года на полигоне Ашулук произошло возгорание автомобиля КамАЗ, в результате которого взорвались более ста ящиков со снарядами. Обошлось без жертв.[3]
- 14 августа 2013 года на полигоне, в результате взрыва снаряда погибли 2 солдата срочной службы[4].
- 20 июня 2016 года загорелся двигатель ракеты-мишени, что спровоцировало пожар на складе с запасными частями для ракетной техники. Из опасной зоны эвакуированы 600 человек[5].

## Санкции
11 января 2024 года полигон Ашулук попал в блокирующий санкционный список США в связи с передачей северокорейских баллистических ракет российской армии для использования их в ходе российского вторжения в Украину. 23 февраля 2024 года полигон включён в санкционный список стран Евросоюза так как «он используется для испытаний зенитных и других типов ракет, которые используют российские военные в агрессивной войне против Украины».

## Галерея
- 17-я гв. омсбр на полигоне Ашулук в ходе учений «Центр-2015».
- БТР МТ-ЛБМ 6МБ
- 1В12 и Р-419МП
- САУ 2С19М1
- БТР МТ-ЛБВМК
- РСЗО 2Б26